# GSP-Stadion
Das GSP-Stadion ist ein Fußballstadion in Strovolos, einem Vorort der zyprischen Hauptstadt Nikosia. Die Sportstätte ist nach dem Verband Gymnastikos Syllogos Pankipria (deutsch Panzyprischer Gymnastikbund), abgekürzt mit GSP, benannt. Die drei zyprischen Fußballerstligisten Olympiakos Nikosia, APOEL Nikosia und Omonia Nikosia bestreiten ihre Heimspiele in diesem Stadion. Es ist das Heimspielstätte der zyprischen Fußballnationalmannschaft. Seit 2000 ist es, mit zwei Ausnahmen, der Austragungsort des Endspiels im zyprischen Fußballpokal. Die Anlage fasst 22.859 Zuschauer und ist somit die größte in der Republik Zypern.

## Geschichte

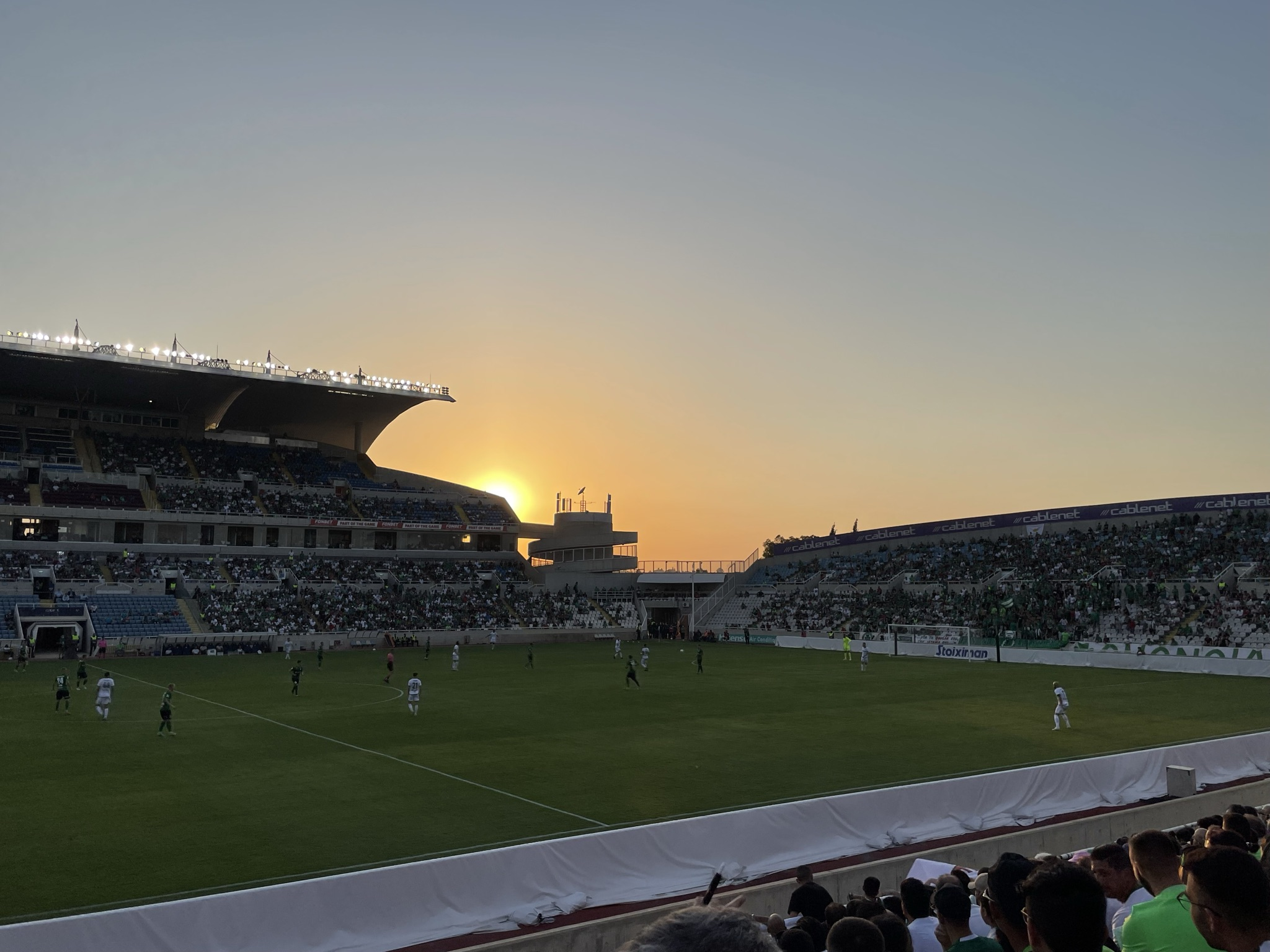
Das GSP-Stadion während eines Qualifikationsspiels zur UEFA Europa League 2021/22 zwischen Omonia Nikosia und dem FC Flora Tallinn (2021)

Die Grundsteinlegung war 1998, bereits ein Jahr später fand das Eröffnungsspiel am 6. Oktober 1999 zwischen Omonia Nikosia und APOEL Nikosia statt, welches 3:3 endete. Als einziges Stadion der Republik Zypern erfüllt es die Kriterien der UEFA und wird daher auch von anderen zypriotischen Vereinen bei Europapokalspielen als Spielstätte genutzt.
Nach der zweiten Intifada im Jahre 2000 nutzten es israelische Fußballvereine wie Hapoel Tel Aviv und Maccabi Haifa als Heimspielstätte für einige Europapokalspiele. In dem Viertelfinale des UEFA-Pokals 2001/02 spielte Hapoel Tel Aviv gegen den AC Mailand im Hinspiel in diesem Stadion, welches Hapoel 1:0 gewann. Alle drei Heimspiele von Maccabi Haifa in der Gruppe F der UEFA Champions League 2002/03 fanden in diesem Stadion statt.
Aufgrund der klimatischen Bedingungen wählten einige Olympiamannschaften das Neo GSP als Vorbereitungsstätte zu den Olympischen Spielen 2004.
Fünf Jahre später fanden hier die Spiele der kleinen Staaten von Europa 2009 statt.
Von 1902 bis 1999 existierte im Stadtzentrum von Nikosia ein Stadion, das ebenfalls GSP-Stadion hieß. Es fasste 12.000 Zuschauer, war auch das bedeutendste Fußballstadion der Republik Zypern und wurde 1999 abgerissen. Deshalb ist die heutige Sportstätte auch als Neo GSP (deutsch Neues GSP) bekannt.